# Marenteh
Marenteh is een bestuurslaag in het regentschap Sumbawa van de provincie West-Nusa Tenggara, Indonesië. Marenteh telt 2465 inwoners (volkstelling 2010).